# Gentile Bellini
Gentile Bellini (Venècia, un poc abans de 1428 — c. 1507) va ser un pintor italià de l'escola veneciana, fill de Jacopo Bellini i germà de Giovanni Bellini. Va heretar els àlbums d'esbossos de son pare i va exercir la direcció del taller fins a la seua mort, motius pels quals se'l considera el primogènit. Va mantenir el presigi patern i va ser molt admirat pels seus contemporanis, tot i que moltes de les seues obres s'han perdut.
A diferència del seu germà Giovanni, la seua obra no es caracteritza per la invenció sinó pel realisme descriptiu. Va pintar a Venècia els retrats dels duxs.
Entre 1479 i 1481 va fer una estada a Constantinoble, arran de la signatura de la pau entre Venècia i els turcs. A aquesta visita correspon el seu retrat de Mehmet II. Una vegada retornat a la seua ciutat natal, va realitzar diversos retrats de grans dimensions, que li van donar molta fama.
L'incendi de 1577 va destruir totes les composicions històriques que havia pintat en companyia del seu germà Giovanni al palau dels duxs de Venècia. No obstant s'ha conservat el cicle que decorava la Scuola di San Giovanni Evangelista. D'aquestes pintures, que representen els miracles fets per una relíquia de la Creu, tres són de Gentile i les altres de Giovanni Mansueti, Lazzaro Bastiani i Carpaccio. Hi són representats nombrosos detalls de la vida veneciana, amb una exactitud que no exclou la poesia. A les primeries del segle xvi, Gentile va rebre la comanda de pintar un conjunt semblant destinat a la Scuola Grande di San Marco. Per evocar l'Orient a l'escena de la Predicació de sant Marc a Alexandria, va emprar els dibuixos que s'havia portat del seu viatge a Constantinoble.

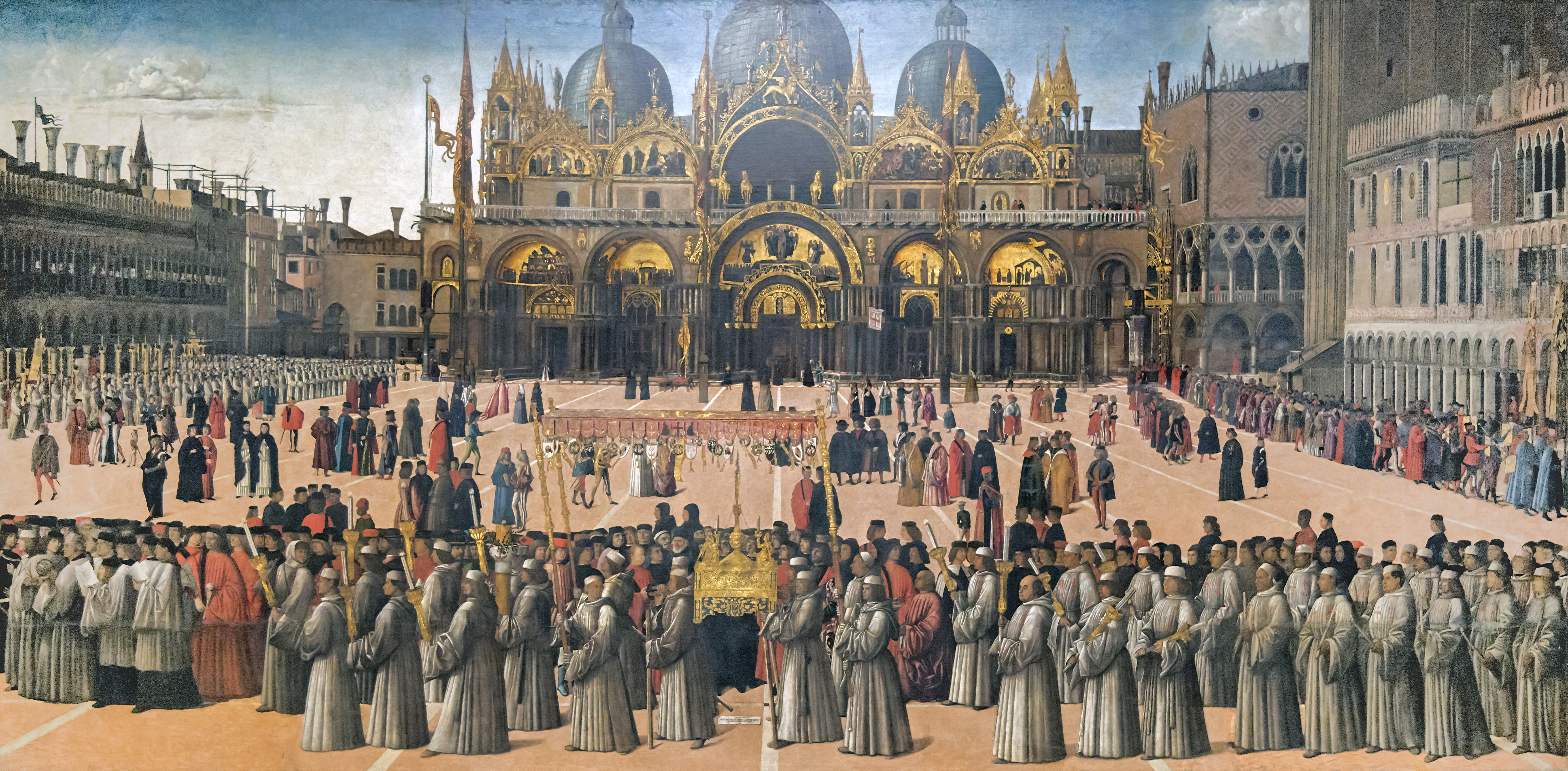
Processó a la plaça de Sant Marc de Bellini.

Està enterrat a la Basílica de Sant Joan i Sant Pau de Venècia. Giorgio Vasari va incloure la seua biografia a Le Vite.